# Epilyna hirtzii
Epilyna hirtzii är en orkidéart som beskrevs av Dodson. Epilyna hirtzii ingår i släktet Epilyna och familjen orkidéer.
Artens utbredningsområde är Ecuador. Inga underarter finns listade i Catalogue of Life.